# Julio Pérez
Julio Gervasio Pérez Gutiérrez (Montevideo, 19 giugno 1926 – Montevideo, 22 settembre 2002) è stato un calciatore uruguaiano di ruolo attaccante, campione del mondo nel 1950 con la Nazionale uruguaiana.

## Carriera
Pérez giocò tra il 1950 e il 1957 con il Nacional di Montevideo, con cui vinse 5 campionati uruguaiani. Chiuse la carriera nell'Internacional di Porto Alegre.
Conta 22 presenze e 8 gol con la Nazionale uruguaiana, con cui esordì il 29 marzo 1947 contro il Brasile (0-0).
Fece parte della selezione che vinse i Mondiali nel 1950, dove disputò tutte e 4 le partite dell'Uruguay segnando una rete nella prima gara contro la Bolivia (8-0), e di quella che giunse al quarto posto nel 1954, dove tuttavia non scese mai in campo.
Ha inoltre partecipato al Campionato Sudamericano del 1955, concluso al quarto posto dall'Uruguay, dove realizzò una rete.

## Palmarès

### Club

#### Competizioni nazionali
- Campionato uruguaiano: 5

Nacional: 1950, 1952, 1955, 1956, 1957

### Nazionale
- Campionato mondiale: 1

Brasile 1950